# Segrois
Segrois település Franciaországban, Côte-d’Or megyében. Lakosainak száma 57 fő (2022. január 1.). Segrois Curtil-Vergy, Villars-Fontaine, Messanges, Meuilley és Nuits-Saint-Georges községekkel határos.

## Népesség
A település népessége az elmúlt években az alábbi módon változott:
| Lakosok száma | 37   | 35   | 71   | 54   | 47   | 44   | 46   | 53   | 54   | 57   |
|               | 1968 | 1982 | 1990 | 2006 | 2013 | 2015 | 2017 | 2019 | 2020 | 2022 |